# ミドリスギタケ
ミドリスギタケ（緑杉茸、学名: Gymnopilus aeruginosus）は、ハラタケ目ヒメノガステル科チャツムタケ属に属する小型から中型のキノコ（菌類）。オオワライタケの近縁種である。苦みが強く、一般には食用不適である。

## 形態
子実体は傘と柄からなる。傘はほとんど粘性を欠き、肌色の地に放射状のささくれ状鱗片をちりばめており、しばしば不規則な深緑色のしみを生じる。周辺部には条線をあらわさない。ヒダは初めはやや密に配列し、幼時は淡黄土色を呈するが、のちにくすんだオレンジ色となる。
柄は細くて比較的堅く、上部は傘より淡色、下方に向かって黒っぽい紫色で、傘と同じように深緑色のシミができ、縦に縞模様がある。小さく厚い膜質で、濃いオレンジ色のツバを有すが、生長すると目立たなくなる。肉はオリーブ色を呈し、傷つけても変色することはなく、匂いは温和であるが苦味がある。胞子紋は赤さび色を呈し、胞子は広楕円形で、その表面には顕著ないぼ状突起をこうむる。

## 生態
春から秋にかけて、おもに針葉樹、広葉樹、竹林などの枯れ草、公園などに撒かれた木材チップ、木製ベンチなどに発生し、材を分解・腐朽させる木材腐朽菌の一種である。

## 毒性
オオワライタケとの類縁関係から、ミドリスギタケにも同様の毒性が疑われてきている。日本産のものは毒成分不明とされるが、北米産のミドリスギタケからは幻覚性物質の一種シロシビンが単離されている。しかし、確実にミドリスギタケが原因と認められる中毒例はほとんど記録されていない。食べると、めまい、悪心などの症状を起こすといわれる。